# Bolívarovský svaz pro lid naší Ameriky
Bolívarovský svaz pro lid naší Ameriky (španělsky Alianza Bolivariana para los Pueblos de Nuestra América, ALBA) je mezinárodní organizace v Latinské Americe založená Venezuelou a Kubou. Smyslem spolupráce mezi zeměmi ALBA je sociální, ekonomická a politická integrace Latinské Ameriky a Karibiku. Cílem ALBA je mj. zavedení nové měny SUCRE. Až do roku 2009 bylo ve španělském názvu slovo Alternativa namísto dnešního Alianza.
ALBA vznikla roku 2004 s dohodou Venezuely a Kuby o dodávkách venezuelské ropy na Kubu výměnou za vyslání 20 tisíc kubánských lékařů a tisíců učitelů do venkovských oblastí Venezuely. Postupně se k dohodě přidala řada států Latinské Ameriky a Karibiku:
- 2006: Bolívie
- 2007: Nikaragua
- 2008: Dominika a Honduras
- 2009: Antigua a Barbuda, Ekvádor a Svatý Vincenc a Grenadiny
- 2013: Svatá Lucie
- 2014: Grenada a Svatý Kryštof a Nevis
- 2020: Bolívie obnovuje své členství (po svém vystoupení v roce 2019)

Postupem času z ALBY některé státy vystoupily:
- 2009 Honduras
- 2018 Ekvádor
- 2019 Bolívie

Několik dalších zemí má status pozorovatele. Koncem roku 2010 to byly Írán, Sýrie a Haiti.
Státy sdružené do tohoto svazu se dají považovat ze socialistické a samotný název odkazuje na silnou roli Bolívarovské republiky Venezuely, která se od převzetí moci prezidentem Chávezem snaží vytvořit silnou Latinskoamerickou levicovou alianci. Někteří pravicoví odpůrci označují státy sdružené do této aliance za diktátorské. Tři největší zapojené státy (Venezuela, Kuba a Nikaragua) obdržely v roce 2019 v rámci indexu demokracie klasifikaci „autoritářský režim“. Malé karibské ostrovní státy hodnoceny nebývají. Ještě v roce 2010 byly Nikaragua a Venezuela hodnoceny jako „hybridní režimy“ a Kuba jako autoritářská.